# Ferrari Arno XI
Il Timossi Ferrari Arno XI è un idroplano da record costruito in esemplare unico nel 1953 nei Cantieri Timossi di Azzano di Tremezzina (CO) per l'ingegnere e campione di motonautica Achille Castoldi. L'imbarcazione fu dotata di un motore Ferrari V12 realizzato appositamente dalla Ferrari.
Derivato da quello delle monoposto Ferrari 375 di Formula 1 che avevano gareggiato nel Campionato del 1951 al propulsore di 4500 cm³. furono aggiunti 2 compressori volumetrici per aumentarne notevolmente la potenza.
Condotto da Achille Castoldi, il 15 ottobre 1953 raggiunse la velocità di 242,708 chilometri orari sul Lago d'Iseo in zona Sarnico (BG), record tuttora imbattuto anche perché la categoria di appartenenza dell'Arno XI non esiste più.
Nel 1954 passò poi nelle mani del pilota ed ingegnere Nando dell'Orto che con l'idroplano stabilì alcuni altri record, quindi l'Arno XI finì quasi dimenticato in un magazzino alla periferia di Milano dove rimase fino alla fine degli anni novanta.
Nel 2012 fu messo in vendita ad un'asta nel Principato di Monaco durante il Grimaldi Forum.
È esposto presso il Museo Enzo Ferrari di Modena.
Materiale originale del motorista Rinaldo Tinarelli e conservato presso il Museo Scuderia Traguardo di Amelia (Tr)

## Galleria d'immagini

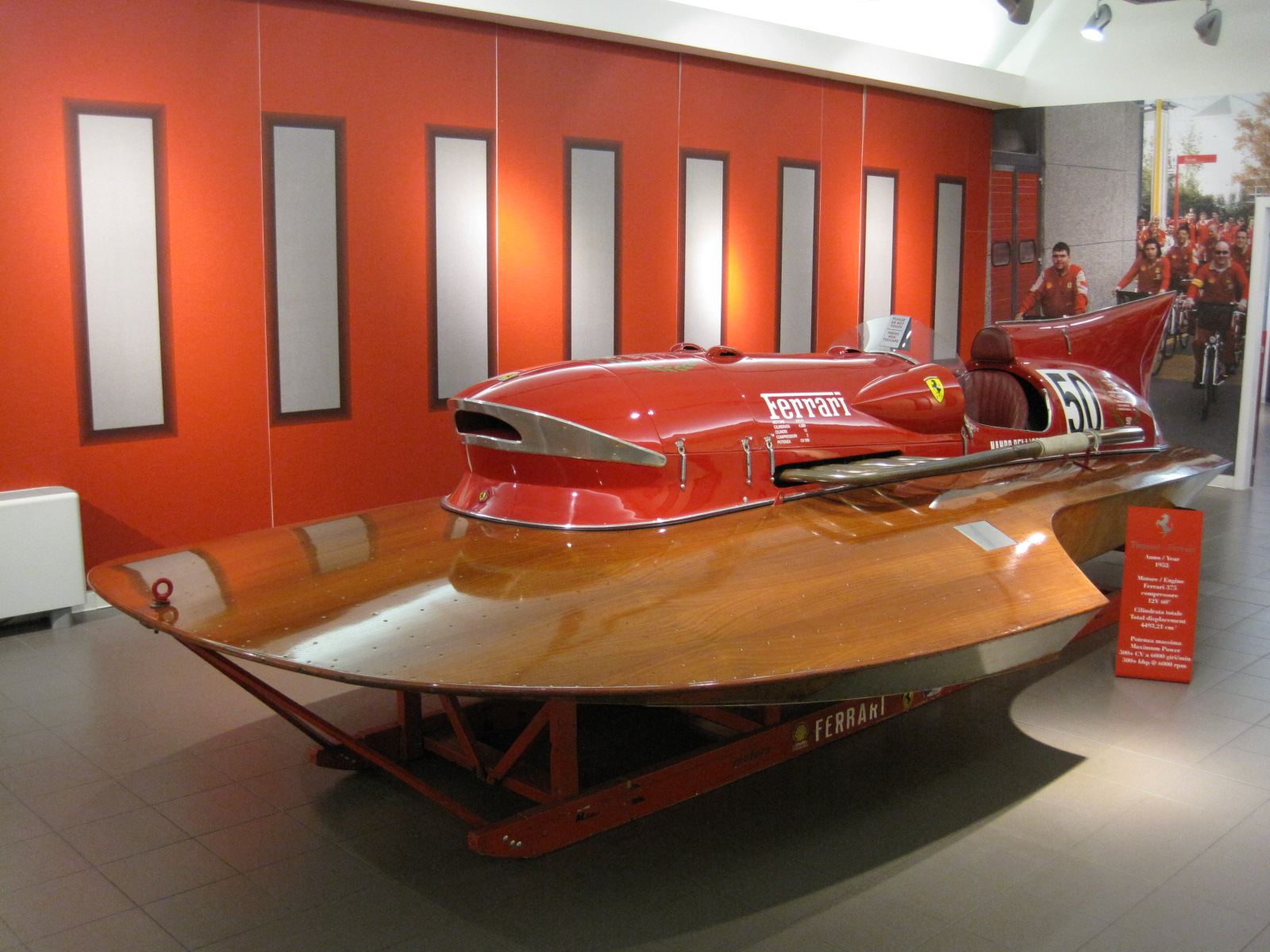
Vista anteriore
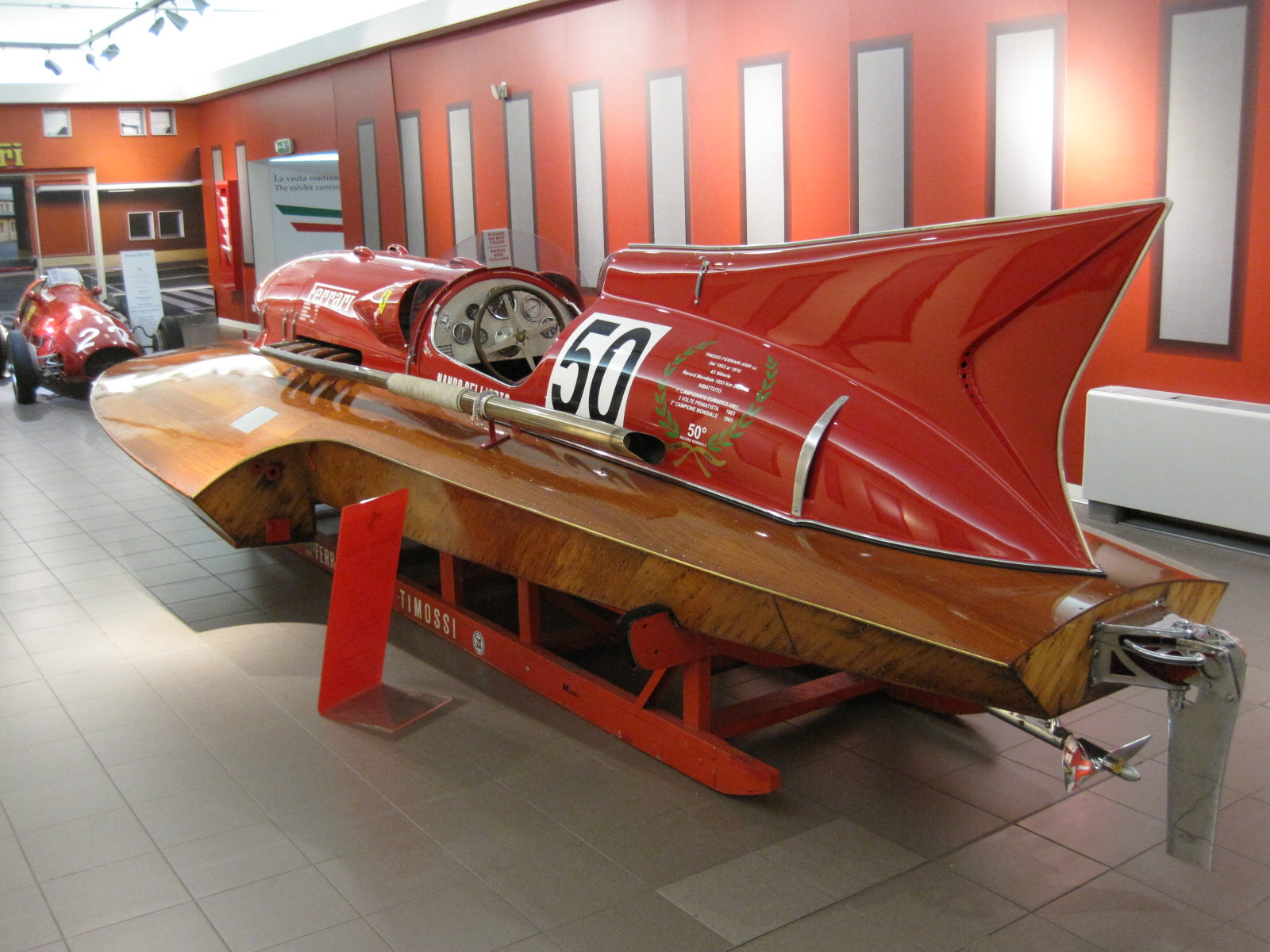
Vista posteriore
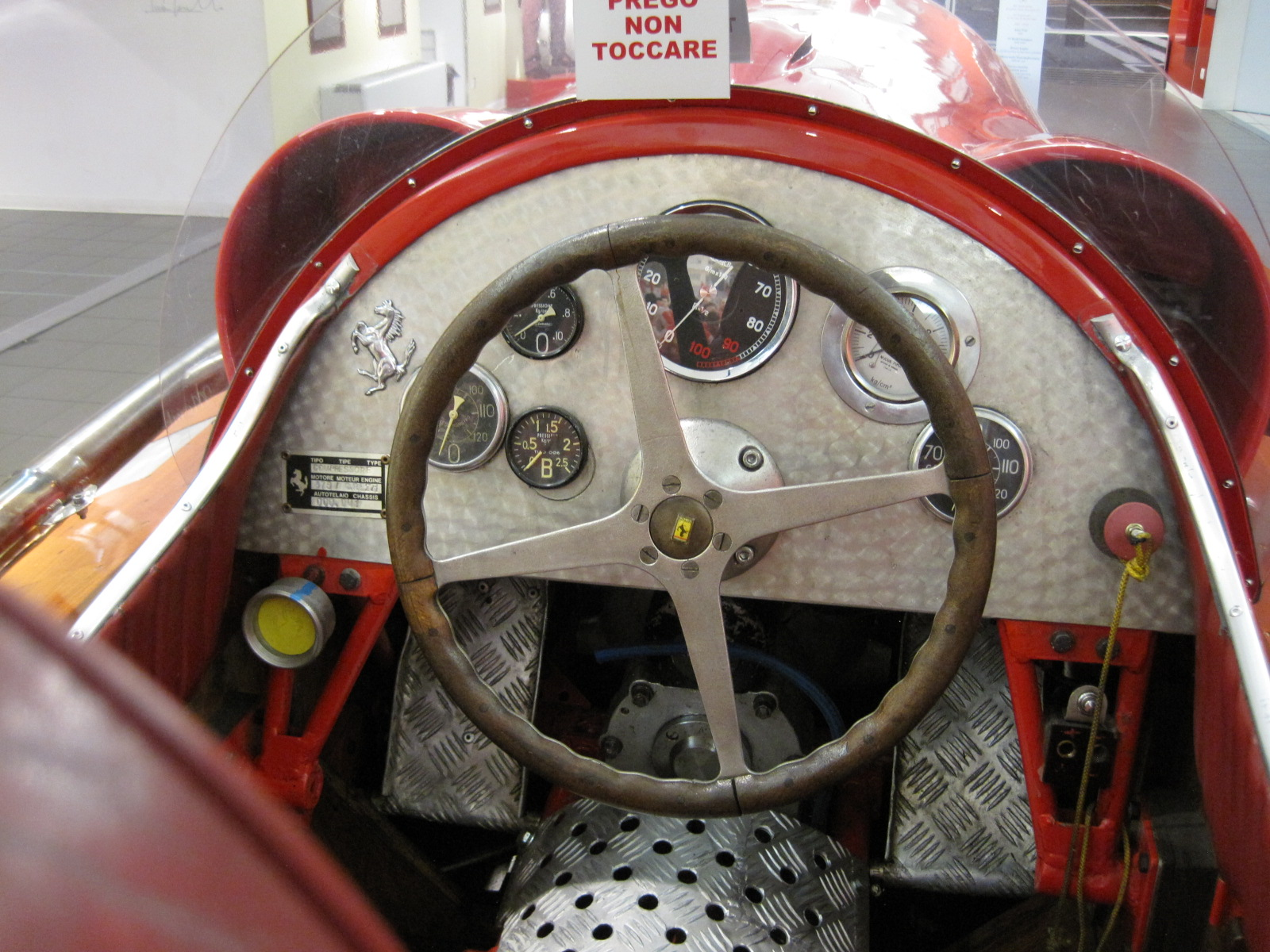
Il posto di pilotaggio
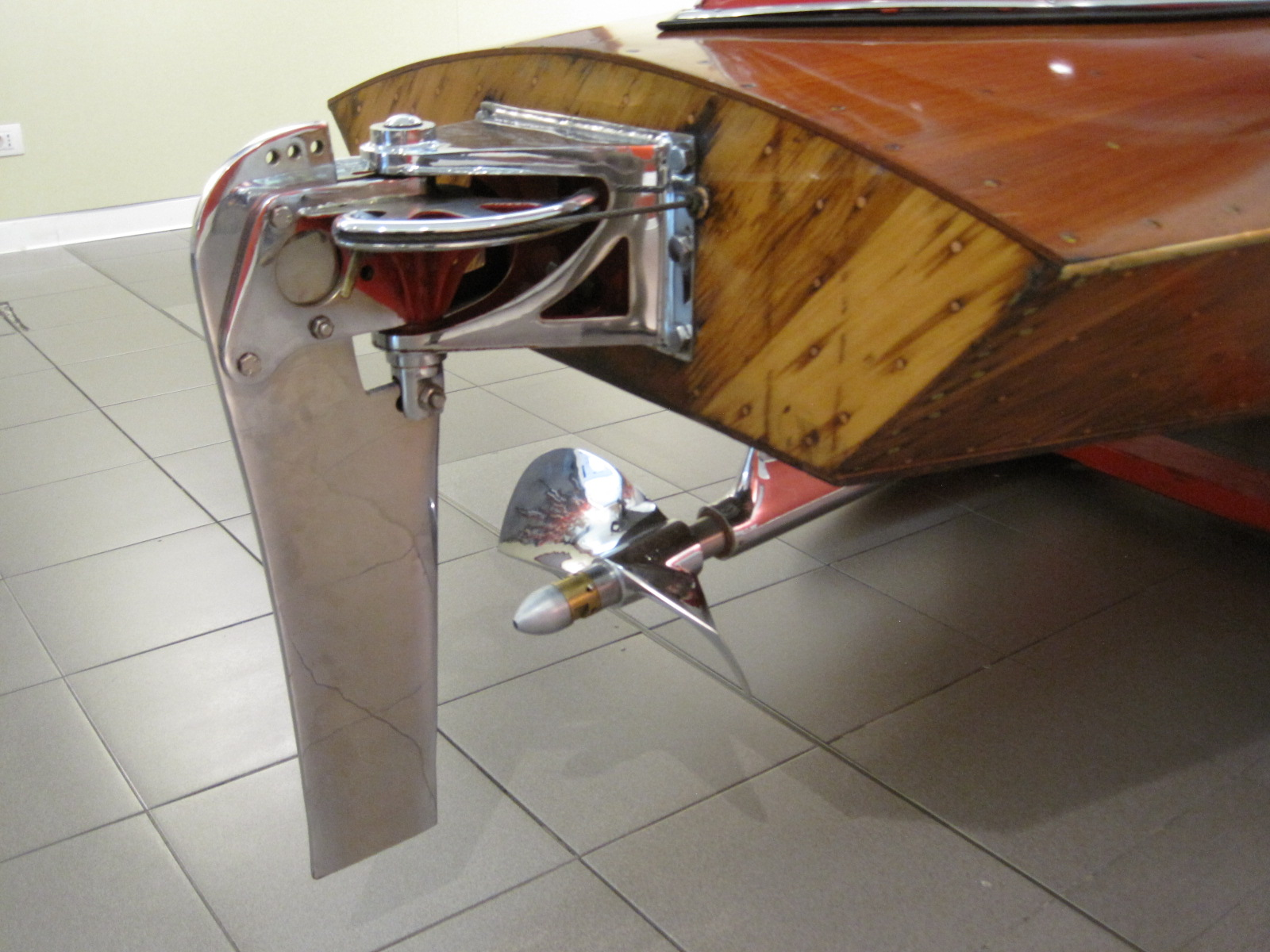
Vista della poppa con il motore e l'elica e la pinna stabilizzatrice

## Palmarès
- 43 vittorie dal 1953 al 1970 fra cui:
- 1º posto nel Campionato Mondiale di velocità sull'acqua per motoscafi fino a 900 kg nel 1953, record tuttora imbattuto.
- 3 volte primatista nel 1963
- 2º posto nel Campionato Mondiale motoscafi fino a 900 kg nel 1965